# Communauté de communes Normandie-Cabourg-Pays d’Auge
Die Communauté de communes Normandie-Cabourg-Pays d’Auge ist ein französischer Gemeindeverband mit der Rechtsform einer Communauté de communes im Département Calvados in der Region Normandie. Sie wurde am 28. Juli 2016 gegründet und umfasst 38 Gemeinden. Der Verwaltungssitz befindet sich im Ort Dives-sur-Mer.

## Historische Entwicklung
Der Gemeindeverband entstand mit Wirkung vom 1. Januar 2017 durch die Fusion der Vorgängerorganisationen
- Communauté de communes de l’Estuaire de la Dives,
- Communauté de communes du Pays d’Auge Dozuléen und
- Communauté de communes Campagne et Baie de l’Orne.

Gleichzeitig schlossen sich die Gemeinden Escoville, Saint-Samson und Touffréville, die bisher zur Communauté de communes Entre Bois et Marais gehört hatten, dem hiesigen Verband an.
Mit Wirkung vom 1. Januar 2018 traten sechs Gemeinden der aufgelösten Communauté de communes de Cambremer dem hiesigen Gemeindeverband bei. Dadurch erhöhte sich die Anzahl der Mitgliedsgemeinden von 33 auf 39.
Mit Wirkung vom 1. Januar 2025 wurden die bis dahin selbstständigen Gemeinden Victot-Pontfol und Gerrots zur Commune nouvelle Victot-en-Auge zusammengelegt. Dies reduzierte die Anzahl der Gemeinden des Gemeindeverbands von 39 auf 38.

## Mitgliedsgemeinden
| Gemeinde                                             | Einwohner 1. Januar 2022 | Fläche km² | Dichte Einw./km² | Code INSEE | Postleitzahl |
| ---------------------------------------------------- | ------------------------ | ---------- | ---------------- | ---------- | ------------ |
| Amfreville                                           | 1.373                    | 6,06       | 227              | 14009      | 14860        |
| Angerville                                           | 191                      | 3,91       | 49               | 14012      | 14430        |
| Auberville                                           | 603                      | 2,62       | 230              | 14024      | 14640        |
| Basseneville                                         | 249                      | 10,59      | 24               | 14045      | 14670        |
| Bavent                                               | 1.912                    | 18,45      | 104              | 14046      | 14860        |
| Beaufour-Druval                                      | 444                      | 11,34      | 39               | 14231      | 14340        |
| Beuvron-en-Auge                                      | 201                      | 9,68       | 21               | 14070      | 14430        |
| Bréville-les-Monts                                   | 651                      | 4,75       | 137              | 14106      | 14860        |
| Brucourt                                             | 128                      | 6,60       | 19               | 14110      | 14160        |
| Cabourg                                              | 3.654                    | 5,52       | 662              | 14117      | 14390        |
| Cresseveuille                                        | 255                      | 5,48       | 47               | 14198      | 14430        |
| Cricqueville-en-Auge                                 | 184                      | 6,79       | 27               | 14203      | 14430        |
| Dives-sur-Mer                                        | 5.129                    | 6,46       | 794              | 14225      | 14160        |
| Douville-en-Auge                                     | 221                      | 6,17       | 36               | 14227      | 14430        |
| Dozulé                                               | 2.279                    | 5,23       | 436              | 14229      | 14430        |
| Escoville                                            | 851                      | 5,18       | 164              | 14246      | 14850        |
| Gonneville-en-Auge                                   | 392                      | 4,32       | 91               | 14306      | 14810        |
| Gonneville-sur-Mer                                   | 652                      | 12,38      | 53               | 14305      | 14510        |
| Goustranville                                        | 327                      | 10,35      | 32               | 14308      | 14430        |
| Grangues                                             | 289                      | 6,61       | 44               | 14316      | 14160        |
| Hérouvillette                                        | 1.353                    | 4,00       | 338              | 14328      | 14850        |
| Heuland                                              | 137                      | 3,02       | 45               | 14329      | 14430        |
| Hotot-en-Auge                                        | 291                      | 24,05      | 12               | 14335      | 14430        |
| Houlgate                                             | 1.657                    | 4,69       | 353              | 14338      | 14510        |
| Merville-Franceville-Plage                           | 2.222                    | 10,42      | 213              | 14409      | 14810        |
| Périers-en-Auge                                      | 121                      | 5,09       | 24               | 14494      | 14160        |
| Petiville                                            | 559                      | 2,89       | 193              | 14499      | 14390        |
| Putot-en-Auge                                        | 311                      | 6,58       | 47               | 14524      | 14430        |
| Ranville                                             | 2.055                    | 8,42       | 244              | 14530      | 14860        |
| Rumesnil                                             | 88                       | 5,35       | 16               | 14550      | 14340        |
| Saint-Jouin                                          | 280                      | 5,03       | 56               | 14598      | 14430        |
| Saint-Léger-Dubosq                                   | 239                      | 4,06       | 59               | 14606      | 14430        |
| Saint-Samson                                         | 313                      | 3,66       | 86               | 14657      | 14670        |
| Saint-Vaast-en-Auge                                  | 115                      | 2,98       | 39               | 14660      | 14640        |
| Sallenelles                                          | 290                      | 1,25       | 232              | 14665      | 14121        |
| Touffréville                                         | 391                      | 5,75       | 68               | 14698      | 14940        |
| Varaville                                            | 1.028                    | 16,49      | 62               | 14724      | 14390        |
| Victot-en-Auge                                       | 131                      | 14,14      | 9                | 14743      | 14430        |
| Communauté de communes Normandie-Cabourg-Pays d’Auge | 31.566                   | 276,36     | 114              | –          | –            |